# Connexion intime
Pour plus de détails, voir Fiche technique et Distribution.
Connexion intime est un téléfilm français réalisé par Renaud Bertrand, sur un scénario de Laure de Colbert. Il a été diffusé pour la première fois, en France, le 9 octobre 2019 sur France 2.

## Synopsis
À 15 ans, Chloé rentre dans un nouveau lycée. Elle fait rapidement la connaissance de Luna, une fille populaire et décomplexée, chanteuse dans le groupe « Les beautiful loosers ». Elles deviennent amies. Félix, l'ex de Luna fait également partie du groupe. Beau gosse, un peu « bad boy », il fait chavirer le cœur de Chloé. Luna n'y voit pas de mal. Elle donne même des conseils intimes à Chloé mais l'avertit : vivre une histoire d'amour avec Félix n'est pas simple. Il est accro à la pornographie. D'ailleurs, dès leurs premier baiser, Félix demande à Chloé de lui faire une fellation. « La nouvelle norme », selon Luna. Chloé souhaite une relation plus « classique » mais, la première nuit, Félix est incapable de se défaire des exemples qu'il voit sur Internet.

## Fiche technique[1]
- Réalisation : Renaud Bertrand
- Scénario : Laure de Colbert
- Production : Cinétévé et France Télévisions, avec la participation de TV5 Monde et du Centre national du cinéma et de l'image animée
- Productrices : Fabienne Servan-Schreiber et Delphine Claudel
- Son : Jean Casanova et Fabien Luth
- Pays d'origine :  France
- Langues originales : français
- Format : couleur
- Genre : drame
- Classification : déconseillé aux enfants de moins de 12 ans
- Dates des premières diffusions :
  -  France : 9 octobre 2019 sur France 2

## Distribution
Sauf indication contraire, les informations mentionnées dans cette section peuvent être confirmées par la base de données cinématographiques IMDb,  présente dans la section « Liens externes ».
- Luna Carpiaux : Chloé
- Marilyn Lima : Luna
- Jules Houplain : Félix
- Armelle Deutsch : Aurélie
- Julien Pestel : Nicolas
- Marius Colucci : Cyril
- Anthony Audoux : TomCat44
- Élodie Navarre : Jeanne
- Mahia Zrouki : Mélanie
- Bruni Makaya : Yoann
- Stéphane Rideau : Marc
- Julien Ledet : Enzo[1]
- Béatrice Facquer : Stéphanie[1]

## Production

### Casting
Porté par l'interprétation de Luna Carpiaux, ce téléfilm est pourtant son premier rôle. Il lui vaut le prix d'interprétation féminine au Festival de La Rochelle. Dans le rôle de Luna, Marilyn Lima est davantage habituée au petit écran. Elle a déjà participé à la série Skam France ou au téléfilm Entre deux mères déjà sous la direction de Renaud Bertrand. Enfin, Jules Houplain n'en est pas non plus à son premier rôle. Il a été révélé par Baisers cachés de Didier Bivel et a joué notamment dans la mini-série Les Innocents réalisée par Frédéric Berthe.

## Accueil critique
Pour le magazine Moustique, le téléfilm est « de bonne facture » mais « reste une œuvre à message, qui nous raconte une histoire pour mieux nous sensibiliser à une problématique et ses implications humaines ». Pour le journaliste, le scénario est « un peu digne d'un faux reportage mis en scène sur NRJ12 » mais il salue le talent des jeunes acteurs. Le Journal des femmes donne sept bonnes raisons de regarder le téléfilm mais prévient que « certaines séquences [...] sont choc, frappantes, bouleversantes et permettent d'interpeller un jeune public [...], tout comme une audience plus avertie ». La journaliste insiste sur les thèmes abordés : « Les ravages de [la] consommation précoce [de pornographie] », « le mal-être des adolescents, l'emprise qu'ont les réseaux sociaux sur nos vies, l'estime de soi jaugée au nombre de "like" sur ses publications, la perte de repères ou encore les difficultés de communication entre les parents et les enfants » .

## Thématiques
Le téléfilm aborde plusieurs problématiques sensibles. Le thème central est l'accès à la pornographie, touchant des adolescents, voire des enfants de plus en plus jeunes, l'addiction qui en découle et ses conséquences à travers le personnage de Félix. On y parle aussi de la première relation sexuelle des adolescents, des sex cam, du revenge porn et de la prostitution via Internet, à travers le personnage de Luna,.

## Diffusion
Pour sa première diffusion, le 9 octobre 2019 sur France 2, le téléfilm est suivi du reportage Pornographie, un jeu d'enfant réalisé par Anne-Marie Avouac. Il aborde l'influence de la pornographie sur la sexualité des adolescents et des jeunes adultes. Un débat est également animé, la même soirée, par Julian Bugier.

## Récompenses
Festival de la fiction TV de La Rochelle 2019 :
- Meilleure interprétation féminine pour Luna Carpiaux, ex-aequo avec Cécile Rebboah pour Itinéraire d'une maman braqueuse